# Joseph Edward Mayer
Joseph Edward Mayer (Nova Iorque, 5 de fevereiro de 1904 – 15 de outubro de 1983) foi um químico estadunidense. Conhecido por contribuições fundamentais em mecânica estatística.
Foi professor de química da Universidade da Califórnia em San Diego, de 1960 a 1973. Foi casado com a física laureada com o Prêmio Nobel, Maria Goeppert-Mayer, de 1930 até sua morte em 1972. Em 1929 foi trabalhar com James Franck em Göttingen, Alemanha, onde conheceu Maria, uma aluna de Max Born. Joseph Mayer foi presidente da American Physical Society de 1973 a 1975.